# گلیچ (مجموعه تلویزیونی)
گلیچ (کره‌ای: 글리치; لاتین‌نویسی اصلاح‌شده: Geullichi) یک مجموعهٔ تلویزیونی کره جنوبی محصول سال ۲۰۲۲ به کارگردانی رو دوک و نویسندگی جین هان سه است. جون یو-بین، نانا، لی دونگ-هوی و ریو کیونگ-سو در این مجموعه بازی کردند و داستان زن جوانی را برای ما بازگو می‌کند که در تلاش است تا دوست‌پسر گمشدهٔ خود را پیدا کند. این مجموعه در ۷ اکتبر ۲۰۲۲ از نتفلیکس منتشر شد.

## بازیگران و شخصیت‌ها

### اصلی
- جون یو-بین در نقش هونگ جی هیو[۶]
  - شین رین آه در نقش جوانی هونگ جی هیو
- نانا در نقش هو بو را[۷]
  - جو یه رین در نقش جوانی هو بو را

### مکمل
- لی دونگ-هوی در نقش لی شی کوک، دوست‌پسر هونگ جی هیو[۸]
- جون به-سو در نقش هونگ جونگ شیک، پدر هونگ جی هیو
- ریو کیونگ-سو در نقش کیم بیونگ جو، افسر پلیس[۹]
- لی مین گو در نقش دونگ هیوک، یک دانش آموز دبیرستانی[۱۰]
- پارک وون سوک در نقش چو فیلیپ[۱۱]
- ته وون سوک در نقش کاپیتان پرینس[۱۲]
- بک جو هی در نقش سو هوا جونگ
- جونگ دا-بین در نقش کیم یونگ گی[۱۳]
- کو چانگ-سوک در نقش کیم چان وو[۱۴]
- کیم جا یونگ
- کیم گوک هی در نقش گو هه یون، نامادری هونگ جی هیو[۱۵]
- پارک سو یونگ در نقش کوان یونگ وونگ
- کیم نام-هی در نقش ما هیون وو، روان‌پزشکی به جی هیو کمک می‌کند
- چوی سو ایم در نقش اوه سه هی، دوست جی هیو[۱۶]
- پارک سونگ یون در نقش چوی سونگ جو، افسر پلیس سابق[۱۷]

## تولید

### توسعه
در ۳۰ دسامبر ۲۰۲۰، نتفلیکس از طریق مطبوعات تأیید کرد که قرار است یک سریال اریجینال کره‌ای به نام گلیچ با تهیه‌کنندگی استودیو ۳۲۹ و نویسندگی گین هان-سه که پیش از این نویسندگی فوق برنامه را بر عهده داشت، منتشر کند.
در اوایل مارس ۲۰۲۱، نقش اصلی به جون یو-بین پیشنهاد شد. در اواسط مارس، کارگردان رو دوک و بازیگر جون یو-بین تأیید کردند که به این مجموعه پیوستند. در ۱۹ مارس ۲۰۲۱، حضور نانا در این مجموعه تأیید شد.